# 武承業
武承业（?—?），并州文水县（今山西省文水县）人，武則天侄子。父亲为武元爽，兄长為武承嗣。
武承業没有活到姑母武则天即位称帝的时候，武則天建立武周，追封武承业陈王，赠官驍衛大將軍。其子武延晖嗣陈王、武延祚封为咸安王。武延晖娶唐中宗长女新都公主。

## 子
- 武延暉，云麾将军行太子左鹤禁率，嗣陈王，实封一百五十户，唐朝神龙革命后为駙馬都尉、陳公
- 武延祚，咸安郡王，唐朝神龙革命后为咸安郡公，光祿少卿、鄶公
- 武延嘉，祕書少監、莒公